# Jörg Dewald

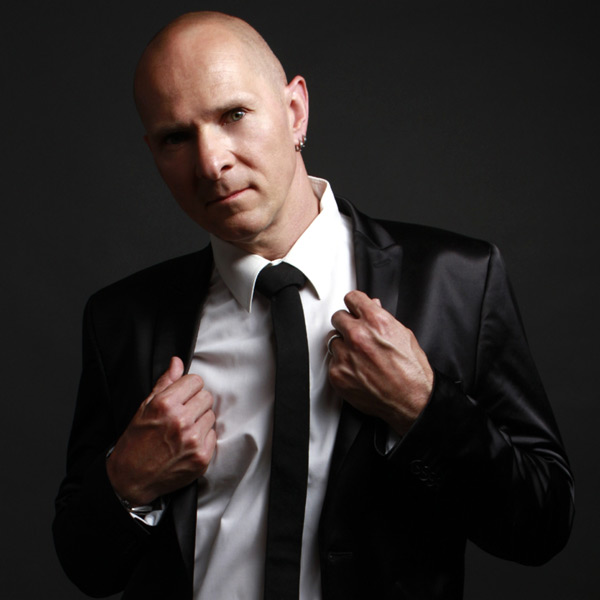
Jörg Dewald alias JD Wood (J.D. Wood), 2010

Jörg Dewald (* 18. Juli 1966 in Rödermark-Urberach) ist ein deutscher Musikproduzent, Songwriter und Sänger. Sein Pseudonym JD Wood bzw. J. D. Wood leitet sich von seinem bürgerlichen Namen ab. JD Wood lebt seit Ende 2016 in Nidda und hat dort sein Tonstudio.

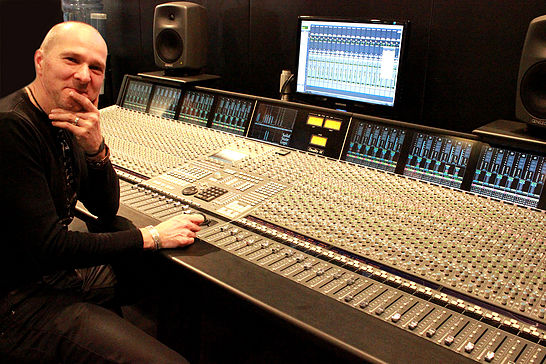
Jörg Dewald alias JD Wood im Tonstudio (2013)

## Biographie
Im Alter von fünf Jahren erlernte er das Klavierspielen, doch fühlte er sich ebenfalls stark vom Schlagzeug angezogen. Im Alter von zehn Jahren erhielt er Trompetenunterricht. Nach Abschluss einer Ausbildung zum Energieanlagenelektroniker und Beendigung seiner Wehrpflichtzeit im Jahr 1990 strebte er danach, als Musiker und Musikproduzent berufstätig zu werden.
Als Musikproduzent begann er 1991. Von 1991 bis 1996 hatte JD Wood sein Studio, das Sound Everest Studio in Pfungstadt, und wirkte von 1993 bis 1996 als Engineer für Men Behind – zusammen mit Karsten Brandt alias Todd Canard und Peter Aleksander (heute Superstar Recordings) – an vielen Veröffentlichungen mit. Weiterhin arbeitete JD Wood zwischen 1991 und 1994 für Microbots zusammen mit Thomas Wedel alias Tom Wax und Thorsten Adler.
Seit 1993 komponierte Jörg Dewald gemeinsam mit Nosie Katzmann, der bekannt durch Hits wie Mr. Vain (Culture Beat) oder More and More (Captain Hollywood Project) ist, u. a. die Titel Next Time (I Promise) (Flame), Jealousy Kim Sanders, Heaven (My Mind Is a Playground) (Tully Hoo) und Until All Your Dreams Come True (Nina), der 1995 15 Wochen in den belgischen Charts war und bis auf Platz 17 stieg. Auf der gleichnamigen Maxi-Single erschien auch die Remix-Version, der J.D. Wood Dance Mix.
Unter den Künstlern, für die er schrieb, produzierte, arrangierte und remixte, sind Vanessa-Mae, Melanie Thornton, Kim Sanders, Jam & Spoon, Erasure, Ralph Siegel, Magic Affair und Talla 2XLC.
1994 erhielt JD Wood mit Men Behind die goldene Schallplatte für den Remix des Titels When Do I Get to Sing My Way von den Sparks. Diese wurde live im ARD-Fernsehen an Sparks überreicht und direkt zur Versteigerung übergeben. Der Erlös der Versteigerung wurde an die Deutsche AIDS-Stiftung gespendet.
1996 wirkte Jörg Dewald als Co-Writer und Produzent zusammen mit Robert Haynes am Titel And You Got The F... Nerve To Call Me Coloured von Tongue Forest Feat. LaMont Humphrey mit, der von Dennis Pierre Sarratou und Thomas Carstanjen geschrieben und produziert wurde. Dewalds und Haynes Remix-Versionen (Dirty Radio Mix) und (Clean Radio Mix) sind auf der Maxi-Single Tongue Forest Feat. LaMont Humphrey - And You Got The F... Nerve To Call Me Coloured erschienen, welche Anfang 1997 in die Top 100 der deutschen Singlecharts stieg.
In den Jahren 1998 bis 2002 wirkte JD Wood an Produktionen im Team der Cyborg DMP GmbH mit, das u. a. drei erfolgreiche Eurodance-Acts der 1990er Jahre hervorbrachte: Captain Hollywood Project, Intermission und Loft. Für die Geigerin Vanessa-Mae komponierte JD Wood 2002 den Titel I Still Can Hear Your Voice, den er auch selbst sang und im selben Jahr in der ARD bei Arena der Stars präsentierte.
2002 schrieb und produzierte Jörg Dewald mit DJ Talla 2XLC unter anderem Titel wie Angles, World in My Eyes, Darkness und Come With Me. Come With Me stieg für drei Wochen in die Top 100 der Deutschen Charts. Im selben Jahr wirkten JD Wood und Talla 2XLC an der Maxi-Single von André Visior Speed Up (Luvstruck 2002) mit, auf der ihr Remix Speed Up (Luvstruck 2002) (Talla 2XLC Club Mix) erschien und im August 2002 für 8 Wochen in die deutschen Singlecharts und bis Platz 34 stieg.
2004 schrieb JD Wood zusammen mit Bernd Breiter (Barnes) und Jesse B. Foerster für Magic Affair den zusätzlichen Text für den Titel Fly Away (La Serenissima) und dessen Remixe Fly Away (La Serenissima)(LND Mix), (FFM Mix), (LND Club Mix) und (Yanou Remix), den sie live gemeinsam bei VIVA Club Rotation spielten. Der Magic Affair – Fly Away (La Serenissima) (DJ Yanou Cut) wurde im selben Jahr auf der Compilation VIVA Club Rotation 25 veröffentlicht und stieg auf Platz 4 der Österreichischen Charts und konnte sich acht Wochen halten sowie auf Platz 18 der Schweizer Hitparade und konnte sich hier 3 Wochen halten.

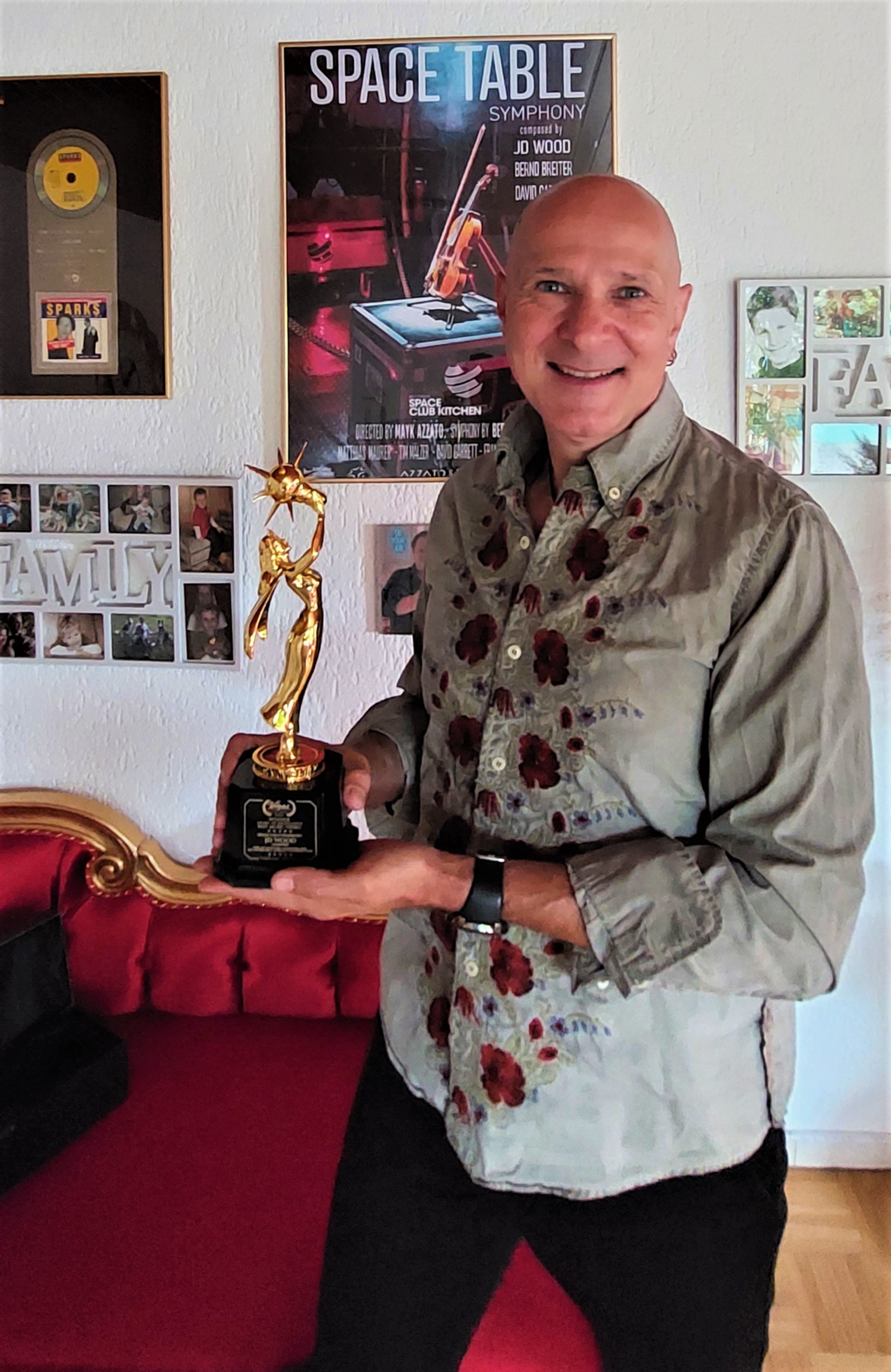
JD Wood erhält Vegas Movie Award als Komponist der Space Table Symphony (2022)

Seit dieser Zeit schrieb JD Wood viele eigene Songs. Ein Label in den USA entdeckte diese im Jahr 2008 und veröffentlichte daraufhin im März 2009 das Debütalbum von JD Wood mit dem Titel In My Dreams in den USA und Kanada und wurde in Chicago mit dem Award „Best songwriter of the year 2008“ (Blue Muse Publishing, Inc.) ausgezeichnet.
Mit seinem Solo-Projekt JD Wood and Band hat er seine Musik auf die Bühne gebracht. Er trat in deutschen Clubs auf, u. a. auch im Vorprogramm von Paul Carrack im Colos-Saal Aschaffenburg.
Jörg Dewald schrieb und komponierte gemeinsam mit Alec Josif, Christian Bömkes und Eddi Josif unter dem Namen Nympho Music für Ayman den Titel Wenn eine Träne schweigt, der 2008 auf dessen Album Es ist Zeit im Jahr 2008 veröffentlicht wurde sowie für die deutsche Hip-Hop-Gruppe Rapsoul den Titel Tag eins nach Dir. Dieser erschien 2009 auf der Single sowie dem gleichnamigen Album Irgendwann und stieg in die Top 100 der deutschen Singlecharts.
2010 wurde JD Wood als Stimme für den Artists for Freedom-Song Going Home ausgewählt.
Zur Feier des 80. Geburtstags von Mario Adorf produzierte Jörg Dewald 2010 im Auftrag von Adorfs Manager Michael Stark die Version Du bist von Kopf bis Fuß des Friedrich-Hollaender-Liedes, gesungen von Iris Berben, Udo Lindenberg und Klaus Meine.
Der gemeinsame Song mit der amerikanischen Songschreiberin Tammy Beal, God Can You Spare a Moment, kam ins Halbfinale des UK Songwriting Contests 2010, erreichte Platz 2 (Runner up) der „International Songwriting Competition 2010“ und kam ins Finale des „Song of the Year 2011 Contest“. Tammy Beal und JD Wood widmeten diesen Titel dem Kinderhospiz Bethel Projekt.
JD Woods Titel Like Wild Horses kam ins Finale des UK Songwriting Contests 2011 in den Kategorien „Singer/Songwriter“ und „Country“. 2012 coverte der Österreicher Junior „Like Wild Horses“ und stieg hiermit in den Austria Charts unter die Top 40. Im Januar 2011 wurde der Titel Free von Thomas Petersen feat. JD Wood veröffentlicht. Er stieg in den deutschen Dance-Charts auf Platz 25 und ist auf Kompilationen zu finden.
2011 schrieb, komponierte und produzierte JD Wood für den DSDS-Kandidaten Marvin Cybulski, der es bis auf Platz 9 der Casting-Show schaffte, die Titel It’s you und Ich bin immer noch da sowie für die Schlagersängerin Andrea Hoffmann die Titel A Minute with You und The One.
Das zweite Soloalbum von JD Wood, das den Titel World of Emotions trägt, erschien am 15. Juni 2012. Mit diesem belegte er Platz 1 der „Amazon Bestseller MP3-Alben“ sowie Platz 1 der „Amazon Bestseller in Pop“.
Seine Single For you aus dem Album stieg in die Deutschen Pop Charts ein.
Am 7. Dezember 2012 veröffentlichte JD Wood die Weihnachtssingle X-Mas. Hierauf enthalten ist der Titel The Greatest Christmasgift of All und seine Version des Songs Have Yourself a Merry Little Christmas. Mit The Greates Christmasgif of All stieg er direkt in die „Musicload Top 100 Singe Charts“ ein.
Im März 2013 erschien JD Woods drittes Album World of Emotions – Part II. Die Single hieraus, I Hear Your Voice, stieg in die Official Euro Top 100 Charts ein und konnte sich dort fünf Wochen halten.
2015 sang JD Wood die World-Club-Dome-Hymne Mynoorey – Million Lights (Le Shuuk Remix) – World Club Dome Anthem.
JD Wood arbeitet als Musikproduzent an Aufträgen wie Lasershows, Radio- und YouTube-Trailern sowie CD-Intros für z. B. Big City Beats Releases und deren Release-Touren (World Club Dome).

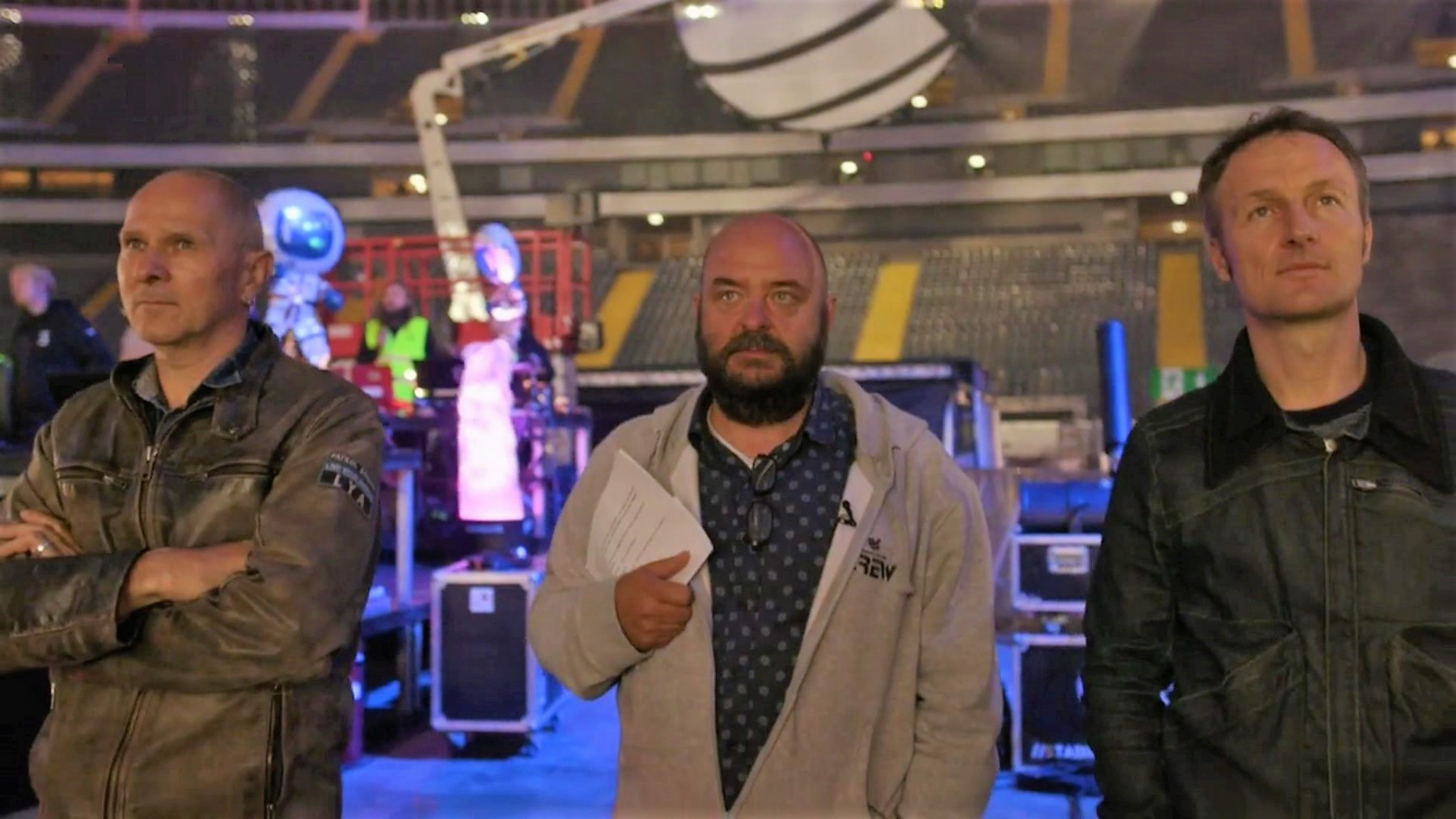
Dewald mit Bernd Breiter und ESA-Astronaut Matthias Maurer beim Soundcheck für die „World Club Dome Space Edition“ (2019)

2019 sang JD Wood bei der Abschlusszeremonie des dreitägigen World Club Dome Space Edition seinen eigenen Song While The Last Song Plays vor ca. 60.000 Zuschauern in der Commerzbank-Arena in Frankfurt. Ende Februar 2020 nahm JD Wood den Song Du flasht mich des Supertalent-2012-Teilnehmers David Petras im Studio auf, mixte und masterte ihn. Am 30. Juni 2020 war die Youtube-Videopremiere des Titels.
Als Livemusiker und Sänger ist JD Wood seit nunmehr über 20 Jahren Mitglied der Coverband Hot Stuff – Music of the 70s, 80s and More. Weitere Livebands, in denen er als Keyboarder und Sänger fungiert, sind ABBA Explosion, Soulfood Superjam sowie die Ina Morgan Band.
Im August 2020 nahm Jörg Dewald gemeinsam mit zahlreichen Sängern aus dem Kreis Hanau den „Corona-Song“ Welt ohne Lieder auf. Er sollte auf die Lage der Veranstaltungsbranche sowie der Solo-Selbständigen und Kulturschaffenden in der Corona-Pandemie aufmerksam machen. Ein gemeinsames Video wurde im Amphitheater Hanau gedreht. Am 17. September 2020 wurden Song und Video veröffentlicht.
Im Juni 2021 erschien das Download-Album Reden ist Silber. Im selben Jahr komponierte JD Wood gemeinsam mit Bernd Breiter (CEO Big City Beats) und David Garrett den Soundtrack der Aktion „BigCityBeats Space Club Kitchen“ namens Space Table Symphony für das hr-Sinfonieorchester, welches das Musikstück zusammen mit Garrett eingespielt hat. Bei der Eröffnungszeremonie des dreitägigen World Club Dome Las Vegas Edition im Deutsche Bank Park in Frankfurt wurde das Stück uraufgeführt. Dazu wurde ein von Mayk Azzato produziertes Musikvideo veröffentlicht.

## Erfolge
- 1994: Goldene Schallplatte mit Men Behind für den Remix des Titels When Do I Get to Sing My Way – Sparks
- 2008: Award „Songwriter of the Year“ (Blue Muse Publishing, Inc., Chicago)
- 2011: Gewinner Song of the Year Contest God Can You Spare A Moment – Kategorie „Christian“
- 2011: Finalist UK Songwriting Contest Like Wild Horses – Kategorien „Singer/Songwriter“ und „Country“
- 2012: Platz 1 „Amazon Bestseller MP3-Alben“ und Platz 1 „Amazon Bestseller in Pop“: World of Emotions (Album)
- 2012: Top 40 der deutschen Popcharts For you
- 2012: Musicload Top 100 Singlecharts The Greatest Christmasgift of All
- 2013: Euro Top 100 Charts I Hear Your Voice
- 2013: Musicload Top 100 Singlecharts I Hear Your Voice

## Chartplatzierungen
| Jahr | Titel Album                                                                        | Höchstplatzierung, Gesamtwochen, AuszeichnungChartplatzierungen (Jahr, Titel, Album, Platzierungen, Wochen, Auszeichnungen, Anmerkungen, EAN) | Höchstplatzierung, Gesamtwochen, AuszeichnungChartplatzierungen (Jahr, Titel, Album, Platzierungen, Wochen, Auszeichnungen, Anmerkungen, EAN) | Höchstplatzierung, Gesamtwochen, AuszeichnungChartplatzierungen (Jahr, Titel, Album, Platzierungen, Wochen, Auszeichnungen, Anmerkungen, EAN) | Höchstplatzierung, Gesamtwochen, AuszeichnungChartplatzierungen (Jahr, Titel, Album, Platzierungen, Wochen, Auszeichnungen, Anmerkungen, EAN) | Anmerkungen                  | EAN           |
| Jahr | Titel Album                                                                        | DE | AT | CH | UK | Anmerkungen                  | EAN           |
| ---- | ---------------------------------------------------------------------------------- | --- | --- | --- | --- | ---------------------------- | ------------- |
| 1994 | When Do I Get To Sing „My Way“ Sparks                                              | DE7 Gold · (26 Wo.)DE | — | CH22 (9 Wo.)CH | UK32 (5 Wo.)UK | Einstieg: 19. Dezember 1994  | 0743212326529 |
| 1995 | Until All Your Dreams Come True Nina                                               | — | — | — | — |                              | 724387832923  |
| 1997 | And You Got The F... Nerve To Call Me Coloured Tongue Forest feat. LaMont Humphrey | DE100 (1 Wo.)DE | — | — | — | Einstieg: 20. Januar 1997    | 0743213531328 |
| 2001 | World in my eyes Talla 2XLC                                                        | DE66 (3 Wo.)DE | — | — | — | Einstieg: 19. Februar 2001   | 4014235181225 |
| 2002 | Come with me Talla 2XLC                                                            | DE73 (3 Wo.)DE | — | — | — | Einstieg: 11. Februar 2002   | 809274317926  |
| 2002 | Speed Up (Luvstruck 2002) André Visior                                             | DE34 (8 Wo.)DE | — | — | — | Einstieg: 5. August 2002     | 0809274785022 |
| 2004 | Fly Away (La Serenissima) Magic Affair                                             | — | — | CH70 (1 Wo.)CH | — | Einstieg: 28. März 2004      | 4014235782200 |
| 2009 | Tag eins nach dir Rapsoul                                                          | DE65 (1 Wo.)DE | — | — | — | Einstieg: 17. Juli 2009      | 0807297135527 |
| 2012 | Like Wild Horses Junior                                                            | — | AT40 (1 Wo.)AT | — | — | Einstieg: 28. September 2012 |               |

## Soloalben und Singles
- als JD Wood

| Jahr | Typ    | Titel                     | Plattenlabel                     |
| ---- | ------ | ------------------------- | -------------------------------- |
| 2009 | Album  | In My Dreams              | Blue Muse Indie Records          |
| 2012 | Album  | World of Emotions         | Fortune Cookie Music (LC: 27855) |
| 2012 | Single | X-Mas                     | Fortune Cookie Music (LC: 27855) |
| 2013 | Single | The Sun Comes Out         | Fortune Cookie Music (LC: 27855) |
| 2013 | Single | I Hear Your Voice         | Fortune Cookie Music (LC: 27855) |
| 2013 | Album  | World of Emotions Part II | Fortune Cookie Music (LC: 27855) |
| 2021 | Album  | Reden ist Silber          | Fortune Cookie Music (LC: 27855) |

## Diskografie (Auszug)
- 1994 – Men Behind / Remix of Sparks – When Do I Get To Sing My Way (Goldene Schallplatte)
- 1994 – Men Behind / Remix of Erasure – Always
- 1996 – Kim Sanders / Jealousy – Remix
- 2000 – Talla 2XLC / World in My Eyes
- 2002 – DJ Sakin presents Vanessa-Mae feat. JD Wood / I Still Can Hear Your Voice
- 2003 – Hypetraxx / The Promiseland
- 2004 – Magic Affair / Wonderland
- 2008 – Ayman – Wenn eine Träne schweigt (lyrics & music); Album: Ayman – Es ist Zeit[58]
- 2010 – Iris Berben, Udo Lindenberg und Klaus Meine – Du bist von Kopf bis Fuß (Produktion zum 80. Geburtstag von Mario Adorf)
- 2010 – Thomas Petersen feat. JD Wood – Free (Topmodelz Remix)
- 2013 – Danny June Smith – Made in June, Für Dich ganz allein (arranged by JD Wood)
- 2013 – Oxy feat. JD Wood – Born to Win (Vocals)
- 2015 – Oxy feat. JD Wood – Zero Gravity (Vocals)
- 2020 – Corona-Song Welt ohne Lieder (Text: Eberhard Grasmück, Musik: Andy Fischer, Produktion: Hasselrother Tonstudio Record von Christian Kauffeld)
- 2021 – Bernd Breiter – Space Symphony (Official Anthem, ESA Mission „Cosmic Kiss“ mit Astronaut Matthias Maurer), komponiert von Jörg Dewald und Bernd Breiter (CEO of BCB)[59]
- 2021 – JD Wood – Reden ist Silber (Download-Album, Fortune Cookie Music)
- 2021 – DJ Sakin & Friends Present Vanessa-Mae feat. JD* – I Still Can Hear Your Voice (MP3), (Vocals: JD Wood),  Label: Offshore Music Ltd[60]
- 2022 – Padraig McManamon – Where I’m from
- 2022 – Ben Neeson feat. JD Wood – Every Moment Of Your Life[61]

## Belege
1. ↑  Jörg Dewald alias JD Wood – Biografie.
2. ↑  Sound Everest Studio – Discogs
3. ↑  Men Behind – Discogs – Discography.
4. ↑  Microbots / Tom Wax / Thorsten Adler – Discography.
5. ↑  JD Wood & Nosie Katzmann.
6. ↑  Chartplatzierung Nina – Until all your dreams come true.
7. ↑  JD Wood – Discography – Discogs.com.
8. ↑  Discogs – Men Behind – Remix When do I get to sing my way (Sparks) .
9. ↑  Discogs - Tongue Forest Feat. LaMont Humphrey - And You Got The F... Nerve To Call Me Coloured.
10. ↑  Discogs - Cover Info Co-Writing & Producer J.D. Wood & Robert Haynes.
11. ↑  Deutsche Single Charts - Tongue Forest Feat. LaMont Humphrey - And You Got The F... Nerve To Call Me Coloured.
12. ↑  Cyborg DMP GmbH – Discogs.com.
13. ↑  ARD Arena der Stars – Vanessa Mae feat. JD Wood – I still can hear your voice.
14. ↑  MaxiMedia – Arena der Stars.
15. ↑  DeutscheCharts.de – Talla 2XLC – Come with me.
16. ↑  André Visior – Speed Up (Luvstruck 2002).
17. ↑  Deutsche Singlecharts - André Visior – Speed Up (Luvstruck 2002).
18. ↑  Discogs – Magic Affair – Fly Away (La Serenissima) .
19. ↑  YouTube Video – Magic Affair – Fly Away (La Serenissima) live bei Viva Club Rotation.
20. ↑  Hitparade CH – VIVA Club Rotation 25.
21. ↑  JD Wood Receives 2008 Blue Muse Publishing Songwriter of the Year (Memento des Originals vom 18. Mai 2015 im Internet Archive)  Info: Der Archivlink wurde automatisch eingesetzt und noch nicht geprüft. Bitte prüfe Original- und Archivlink gemäß Anleitung und entferne dann diesen Hinweis..
22. ↑  Paul Carrack & Band (GB) – supp.: JD Wood & Band und Brendan Croskerry. Last.fm, abgerufen am 19. Juli 2017 (englisch).
23. ↑  Nympho Music (Discogs). Abgerufen am 15. Dezember 2021.
24. ↑  Rapsoul – Irgendwann (Album; Discogs). Abgerufen am 15. Dezember 2021.
25. ↑  Offizielle Deutsche Charts – Rapsoul – Tag eins nach dir. Abgerufen am 16. Dezember 2021.
26. ↑  Artists for freedom – Together! Create! Change! – Stefan Seibold, Richard Drummond und JD Wood präsentieren „Going Home“ live und unplugged (Memento vom 10. Juli 2013 im Webarchiv archive.today).
27. ↑  Mario Adorf wurde 2x40 Jahre alt. In: marioadorf.de.
28. ↑  Du bist von Kopf bis Fuß – Produktion zum 80. Geburtstag von Mario Adorf. In: jdwood.de.
29. ↑  Platz 2 (Runner up) International Songwriting Competition 2010 – JD Wood & Tammy Beal – God can you spare a moment (Seite nicht mehr abrufbar, festgestellt im März 2022. Suche in Webarchiven)  Info: Der Link wurde automatisch als defekt markiert. Bitte prüfe den Link gemäß Anleitung und entferne dann diesen Hinweis.
30. ↑  Finalist „Song of the year 2011“ – JD Wood – God can you spare a moment (Seite nicht mehr abrufbar, festgestellt im März 2022. Suche in Webarchiven)  Info: Der Link wurde automatisch als defekt markiert. Bitte prüfe den Link gemäß Anleitung und entferne dann diesen Hinweis.
31. ↑  Ein Song für das Kinderhospiz. In: kinderhospiz-bethel.de.
32. ↑  Finalist Certificate – JD Wood – Like wild horses (Seite nicht mehr abrufbar, festgestellt im März 2022. Suche in Webarchiven)  Info: Der Link wurde automatisch als defekt markiert. Bitte prüfe den Link gemäß Anleitung und entferne dann diesen Hinweis..
33. ↑  Austrian Charts – Junior – Like Wild Horses – Top 40.
34. ↑  Thomas Petersen feat. JD Wood – Free – Discogs.
35. ↑  Marvin Cybulski präsentiert live seine erste Single „It’s You“. Abgerufen am 19. Juli 2017.
36. ↑  Andrea Hoffmann – Single „The One“. Abgerufen am 19. Juli 2017.
37. ↑  Andrea Hoffmanns neue Single „A Minute With You“ ist hitverdächtig. Archiviert vom Original (nicht mehr online verfügbar) am 7. April 2013; abgerufen am 19. Juli 2017.  Info: Der Archivlink wurde automatisch eingesetzt und noch nicht geprüft. Bitte prüfe Original- und Archivlink gemäß Anleitung und entferne dann diesen Hinweis.
38. ↑  Amazon Bestseller MP3 Alben – JD Wood – World of emotions
39. ↑  Pressemitteilung: Platz 1 der Amazon Download Charts und Bestseller in POP, JD Wood mit „World of Emotions“ an der Spitze.
40. ↑  Deutsche Pop Charts - JD Wood - For You auf Platz 39.
41. ↑  Musicload Top 100 Singles – JD Wood – The Greatest Christmasgift of All.
42. ↑  Weitere Platzierungen des Titels "The Greatest Christmasgift of All".
43. ↑  Facebook Post: Euro Top 100 Charts - JD Wood – I hear your voice.
44. ↑  Pressemitteilung: 5 Wochen Euro TOP 100 Charts – JD Wood mit seinem Song "I hear your voice".
45. ↑  Die EGFM hat die Ermittlung der Charts im November 2014 eingestellt.
46. ↑  Vocals/Sänger JD Wood. Ehemals im Original (nicht mehr online verfügbar); abgerufen am 19. Juli 2017. (Seite nicht mehr abrufbar. Suche in Webarchiven)
47. ↑  Mynoorey – Million Lights (Le Shuuk Remix) – World Club Dome Anthem. Abgerufen am 19. Juli 2017.
48. ↑  BigCityBeats World Club Dome 2019 – Space Edition Official 4K Aftermovie – JD Wood – While The last song plays (ab ca 21:00).
49. ↑  David Patris – Du flasht mich Official Music Video.
50. ↑  Hot Stuff – music of the 70s, 80s and more.
51. ↑  ABBA Explosion – A tribute to ABBA
52. ↑  Soulfood Superjam on Facebook.
53. ↑  Corona-Song als Band Aid Projekt aus Hanau – Musikvideo entsteht im Amphitheater. In: op-online.de, 21. August 2020.
54. ↑  Youtube-Video: Geräuschimpulse United – Welt ohne Lieder.
55. ↑  Premiere des Corona Songs von Geräuschimpulse United – Welt ohne Lieder In: jdwood.de, 17. September 2020.
56. ↑  Out now – Das neue Album von Jörg Dewald alias JD Wood „Reden ist SILBER“ ist da. 21. Juni 2021, abgerufen am 24. Februar 2023 (deutsch).
57. ↑  Chartquellen:
  - DE When Do I Get To Sing „My Way“ – Sparks in den deutschen Charts. offiziellecharts.de, abgerufen am 20. Dezember 2021.
  - DE GOLD-/PLATIN-Datenbank BVMI Suche nach „When Do I Get To Sing It My Way“ – Sparks. musikindustrie.de, abgerufen am 20. Dezember 2021.
  - CH When Do I Get To Sing „My Way“ – Sparks Chartpsitionen anderer Länder. hitparade.ch, abgerufen am 20. Dezember 2021.
  - UK When Do I Get To Sing „My Way“ – Sparks Chartpsitionen UK. officialcharts.com, abgerufen am 21. Dezember 2021.
  - DE And You Got The F... Nerve To Call Me Coloured - Tongue Forest feat. LaMont Humphrey in den deutschen Charts. offiziellecharts.de, abgerufen am 20. Dezember 2021.
  - DE World in my eyes – Talla 2XLC in den deutschen Charts. offiziellecharts.de, abgerufen am 20. Dezember 2021.
  - DE Come with me – Talla 2XLC in den deutschen Charts. offiziellecharts.de, abgerufen am 20. Dezember 2021.
  - DE Speed Up (Luvstruck 2002) – André Visior in den deutschen Charts. offiziellecharts.de, abgerufen am 20. Dezember 2021.
  - CH Fly Away (La Serenissima) – Magic Affair in den deutschen Charts. hitparade.ch, abgerufen am 20. Dezember 2021.
  - DE Tag eins nach dir – Rapsoul in den deutschen Charts. offiziellecharts.de, abgerufen am 20. Dezember 2021.
  - AT Like Wild Horses – Junior in den österreichischen Charts. austriancharts.at, abgerufen am 20. Dezember 2021.
58. ↑  Disccogs: Ayman – Es Ist Zeit. Abgerufen am 15. Dezember 2021.
59. ↑  JD Wood: BigCityBeats – Space Symphony (Official Anthem, ESA Mission „Cosmic Kiss“). 16. März 2021, abgerufen am 16. März 2021.
60. ↑  DJ Sakin & Friends Present Vanessa-Mae feat. JD* – I Still Can Hear Your Voice. In: discogs.com. Abgerufen am 15. Dezember 2021.
61. ↑  Ben Neeson Feat. JD Wood* – Every Moment Of Your Life. In: discogs.com. Abgerufen am 30. Mai 2022.

| Personendaten    | Personendaten                                                      |
| ---------------- | ------------------------------------------------------------------ |
| NAME             | Dewald, Jörg                                                       |
| ALTERNATIVNAMEN  | JD Wood (Pseudonym); J. D. Wood (Pseudonym); J.D. Wood (Pseudonym) |
| KURZBESCHREIBUNG | deutscher Sänger, Texter, Songwriter und Musikproduzent            |
| GEBURTSDATUM     | 18. Juli 1966                                                      |
| GEBURTSORT       | Rödermark-Urberach                                                 |